# Marumba dryas
Marumba dryas är en fjärilsart som beskrevs av Max Bartel 1900. Marumba dryas ingår i släktet Marumba och familjen svärmare. Inga underarter finns listade i Catalogue of Life.